# Ankiliroroka
Ankiliroroka is een plaats en gemeente in Madagaskar gelegen in het district Belo sur Tsiribihina van de regio Menabe. Er woonden bij de volkstelling in 2001 ongeveer 4000 mensen.
In de plaats is basisonderwijs beschikbaar. 50% van de bevolking is landbouwer en 45% houdt zich bezig met veeteelt. Het belangrijkste gewas is bonen, maar er wordt ook linze en rijst verbouwd. 5% van de bevolking is werkzaam in de dienstensector.